# 保羅·沃克 (經濟學家)
小保罗·阿道夫·沃尔克（英語：Paul Adolph Volcker, Jr.；1927年9月5日—2019年12月8日）是一位美国经济学家。

## 生平
1927年生於新澤西州，曾于卡特及里根总统任內担任美国联邦储备委员会主席职务（1979-1987），亦曾为贝拉克·奥巴马总统的经济顾问。

## 教育背景及职业生涯
| 年份        | 事件                                                                                   |
| ----------- | -------------------------------------------------------------------------------------- |
| 1949年      | 普林斯顿大学学士畢業（主修國際事務），夏天於纽约联储任研究助理，职业生涯的啟蒙。       |
| 1951年      | 哈佛大学政治經濟學硕士畢業，赴倫敦政經學院攻讀經濟學博士，獲扶輪基金會資助並任研究員。 |
| 1952年      | 已完成博士課程但放棄完成博士論文，休學後進入大通曼哈頓銀行任經濟學家。                 |
| 1962年      | 进入美国财政部工作，担任财务分析办公室主任。第二年他成为货币事务部副部长。             |
| 1965年      | 返回大通曼哈顿银行工作，担任前瞻性计划副总裁。                                         |
| 1969-1974年 | 担任美国财政部副部长。                                                                 |
| 1974-1975年 | 普林斯顿大学伍德罗·威尔逊公共与国际事务学院的高级研究员。                              |
| 1979-1987年 | 担任联储会主席。                                                                       |

备注：离开联储会后，沃尔克以私人和公共身份工作。他曾是投资银行公司J. Rothschild，Wolfensohn的董事长。他领导了对安然丑闻案的调查。他还检查了联合国伊拉克石油换食品计划中的腐败情况。

## 大事记
1980年，沃尔克将联邦基准利率提高到历史最高点，以此结束了美国两位数的通货膨胀。
2015年，以沃尔克奠定的《沃尔克规则》，禁止商业银行利用客户存款来牟利。同年，沃尔克呼吁制定新的《布雷顿森林协议》，以规则来规范世界各国的货币政策。

## 沃尔克冲击
沃尔克用紧缩性货币政策来应对当时美国每年10%的通货膨胀。在1980年3月份，他将联邦基准利率从10.25%提升到20%，在当年6月份他短暂的下调的利率，随后通膨持续，于是他在12月又将利率提高到20%，并保持在16%以上，一直到1981年5月终止。这种极端的利率上调整政策被称为“沃尔克冲击（The Volcker Shock）”。他确实结束了美国的通膨，但这也造成了1981年经济衰退。

## 政策的有效性
沃尔克清楚地明白，他必须的政策必须一视同仁，让外界相信他可以控制通货膨胀，由于美元的价格在外汇市场的暴跌，导致进口产品价格上涨，造成了通货膨胀。尼克松总统在1971年试图通过调控工资来阻止通胀，但却限制了商业活动的发展，减缓了增长并导致滞胀。沃尔克的政策让中央的银行家们意识到管理通胀的预判和重要性。只要人们意识到商品价格持续上涨，就有立即消费的意愿。增加的需求推动更高的通胀。当消费者意识到沃尔克将会结束通胀，他们便停止了持续规模的消费，出于相同的原因，企业对商品的提价也会结束。

## 奥巴马时期的沃尔克
2009年奥巴马任命81岁的沃尔克加入了经济复苏顾问委员会（2009-2011），沃尔克在委员会的董事会起着关键的作用，他邀请了当时大量商界和学术界的领袖精英，他们为处理金融危机提供学术意见及观点。沃尔克将金融危机归为金融部门的监管不利，作为董事会主席，他主张用《沃尔克规则》来制定更为严格的银行法案，银行只能通过交易来规避货币风险以及客户交易的风险，例如高盛取消了专有的股票和货币交易平台。该法案受到审核，直到2012年生效。